# راكب

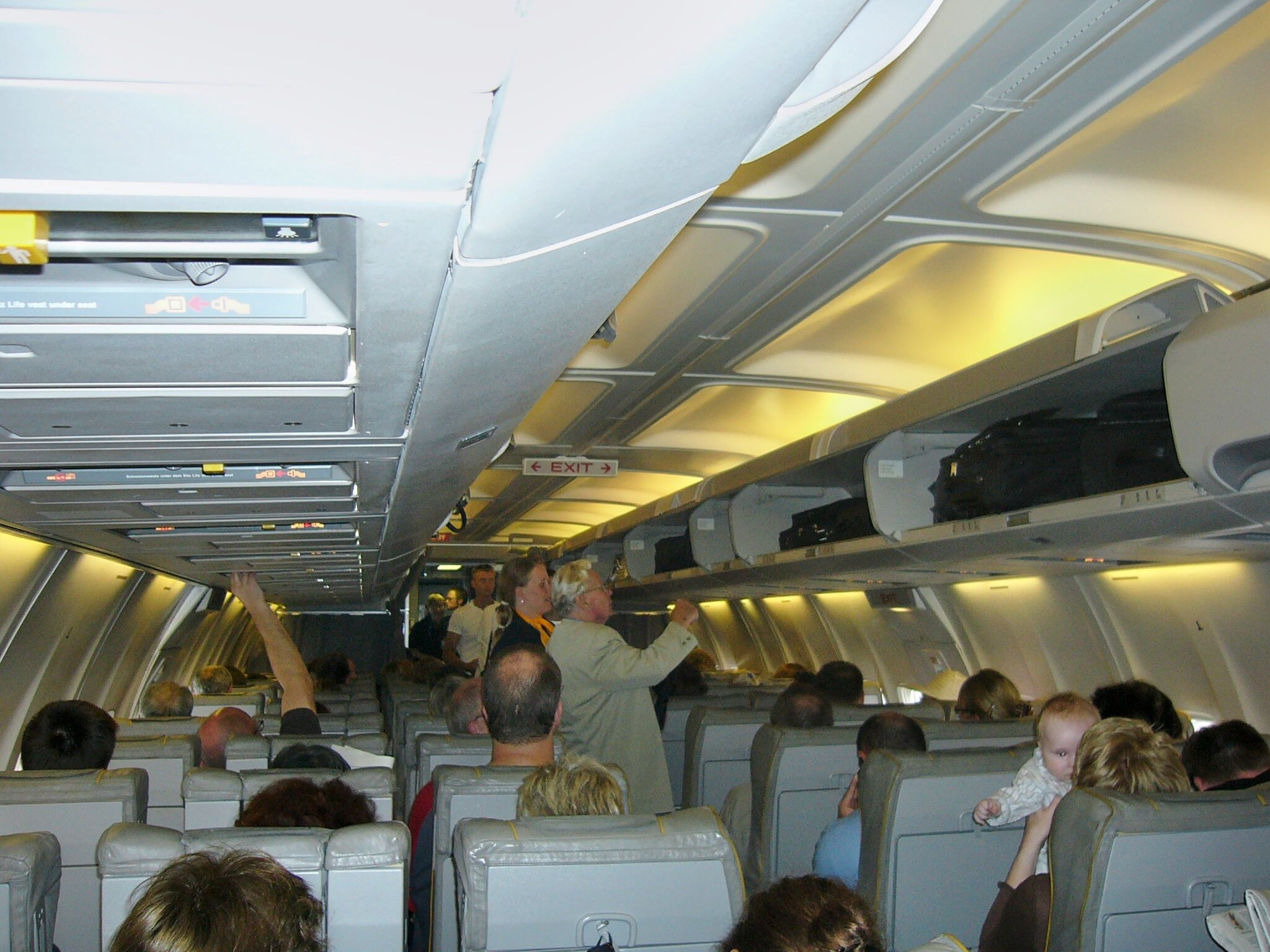
ركاب في طائرة بوينغ 737

الراكب هو شخص يستقل مركبة أو وسيلة نقل لكنه لا يتحمل أي مسؤولية عن المهام المطلوبة لوصول هذه المركبة إلى وجهتها أو تشغيلها وليس مضيفًا.  قد تكون المركبات دراجات وحافلات وقطارات ركاب وطائرات وسفن وعبارات ووسائل نقل أخرى.
عادة لا يُعتبر أفراد الطاقم (إن وجد) وكذلك السائق أو الطيار من الركاب. على سبيل المثال لا يُعتبر مضيف الطيران مسافراً أو راكباً أثناء عمله في الخدمة ونفس الشيء مع أولئك الذين يعملون في المطبخ أو المطعم على متن السفينة وكذلك موظفي التنظيف.